# Winter X Games XIX
De Winter X Games XIX werden gehouden van 21 tot en met 25 januari 2015 in Aspen, Colorado. Het was de veertiende opeenvolgende editie die in Aspen werd gehouden.

## Medailles

### Mannen
| Onderdeel           | Goud           | Goud               | Zilver         | Zilver           | Brons          | Brons               |
| Freestyleskiën      | Freestyleskiën | Freestyleskiën     | Freestyleskiën | Freestyleskiën   | Freestyleskiën | Freestyleskiën      |
| ------------------- | -------------- | ------------------ | -------------- | ---------------- | -------------- | ------------------- |
| Big air             | CAN            | Vincent Gagnier    | USA            | Bobby Brown      | SUI            | Elias Ambühl        |
| Halfpipe            | CAN            | Simon d'Artois     | FRA            | Kevin Rolland    | USA            | Alex Ferreira       |
| Slopestyle          | USA            | Nick Goepper       | USA            | Joss Christensen | CAN            | Alex Bellemare      |
| Mono Skicross       | USA            | Chris Devlin-Young | USA            | Brandon Adam     | USA            | Ravi Drugan         |
| Snowboarden         |                |                    |                |                  |                |                     |
| Big air             | CAN            | Mark McMorris      | CAN            | Maxence Parrot   | JPN            | Yuki Kadono         |
| Halfpipe            | USA            | Danny Davis        | JPN            | Taku Hiraoka     | SUI            | Iouri Podladtchikov |
| Snowboardcross      | CAN            | Kevin Hill         | ITA            | Omar Visintin    | USA            | Nate Holland        |
| Slopestyle          | CAN            | Mark McMorris      | NOR            | Ståle Sandbech   | SWE            | Sven Thorgren       |
| Para Snowboardcross | USA            | Keith Gabel        | NZL            | Carl Murphy      | CAN            | Alex Massie         |
| Snowmobiles         |                |                    |                |                  |                |                     |
| Hillcross           | CAN            | Ryan Simons        | USA            | Justin Thomas    | USA            | Nathan Titus        |
| Speed & Style       | USA            | Colten Moore       | USA            | Joe Parsons      | USA            | Cory Davis          |
| Snowcross           | USA            | Tucker Hibbert     | USA            | Kody Kamm        | USA            | Ross Martin         |
| Snowcross adaptive  | USA            | Garrett Goodwin    | USA            | Doug Henry       | USA            | Jim Wazny           |
| Verspringen         | USA            | Heath Frisby       | USA            | Cory Davis       | USA            | Colten Moore        |

### Vrouwen
| Onderdeel      | Goud           | Goud               | Zilver         | Zilver            | Brons          | Brons               |
| Freestyleskiën | Freestyleskiën | Freestyleskiën     | Freestyleskiën | Freestyleskiën    | Freestyleskiën | Freestyleskiën      |
| -------------- | -------------- | ------------------ | -------------- | ----------------- | -------------- | ------------------- |
| Halfpipe       | USA            | Maddie Bowman      | JPN            | Ayana Onozuka     | USA            | Brita Sigourney     |
| Slopestyle     | SWE            | Emma Dahlström     | USA            | Keri Herman       | CAN            | Dara Howell         |
| Snowboarden    |                |                    |                |                   |                |                     |
| Halfpipe       | USA            | Chloe Kim          | USA            | Kelly Clark       | AUS            | Torah Bright        |
| Snowboardcross | USA            | Lindsey Jacobellis | CAN            | Dominique Maltais | FRA            | Nelly Moenne-Loccoz |
| Slopestyle     | NOR            | Silje Norendal     | USA            | Jamie Anderson    | NZL            | Christy Prior       |